# Acacia compacta
Acacia compacta é uma espécie de leguminosa do gênero Acacia, pertencente à família Fabaceae.